# Mniszek (Mirów)
Mniszek – turnia na Wyżynie Częstochowskiej w miejscowości Mirów, w gminie Niegowa, w powiecie myszkowskim, w województwie śląskim. Jest jedną ze Skał Mirowskich Znajduje się w ich środkowej części, tworząc północne zakończenie skalnej grzędy. W grzędzie tej kolejno znajdują się: Mniszek, Szeroka Baszta i Krótka Grzęda. Przez wspinaczy skalnych zaliczane są do Grupy Turni Kukuczki.
Mniszek to zbudowana z wapieni samodzielna turnia o kształcie słupa i wysokości kilkunastu metrów, oddzielona od pozostałej części grzędy wąskim kominem. Ma pionowe ściany. Wspinacze skalni poprowadzili na niej 9 dróg wspinaczkowych i dwa warianty, o trudności IV – VI.2 w skali Kurtyki i długości 14–18 m. Wszystkie posiadają dobrą asekurację (ringi) i stanowiska asekuracyjne.
1. Plecy Mniszka'; IV, 6r + st
2. Pan Kazimierz; VI+, 5r + st
3. Kości zostały rzucone; V+, 4r +st
4. Tinky Winky; VI+/1, 5r + st
5. Zły Tubiś; VI+, 5r + st
6. Ściany mają uszy; VI, 5r +st
7. Pierwszy raz; VI.1+, 4r + st
8. Połamanie Fishera; V+, 2r + st (niewystarczająca asekuracja)
9. Wejściowa na Mniszka: III[3].

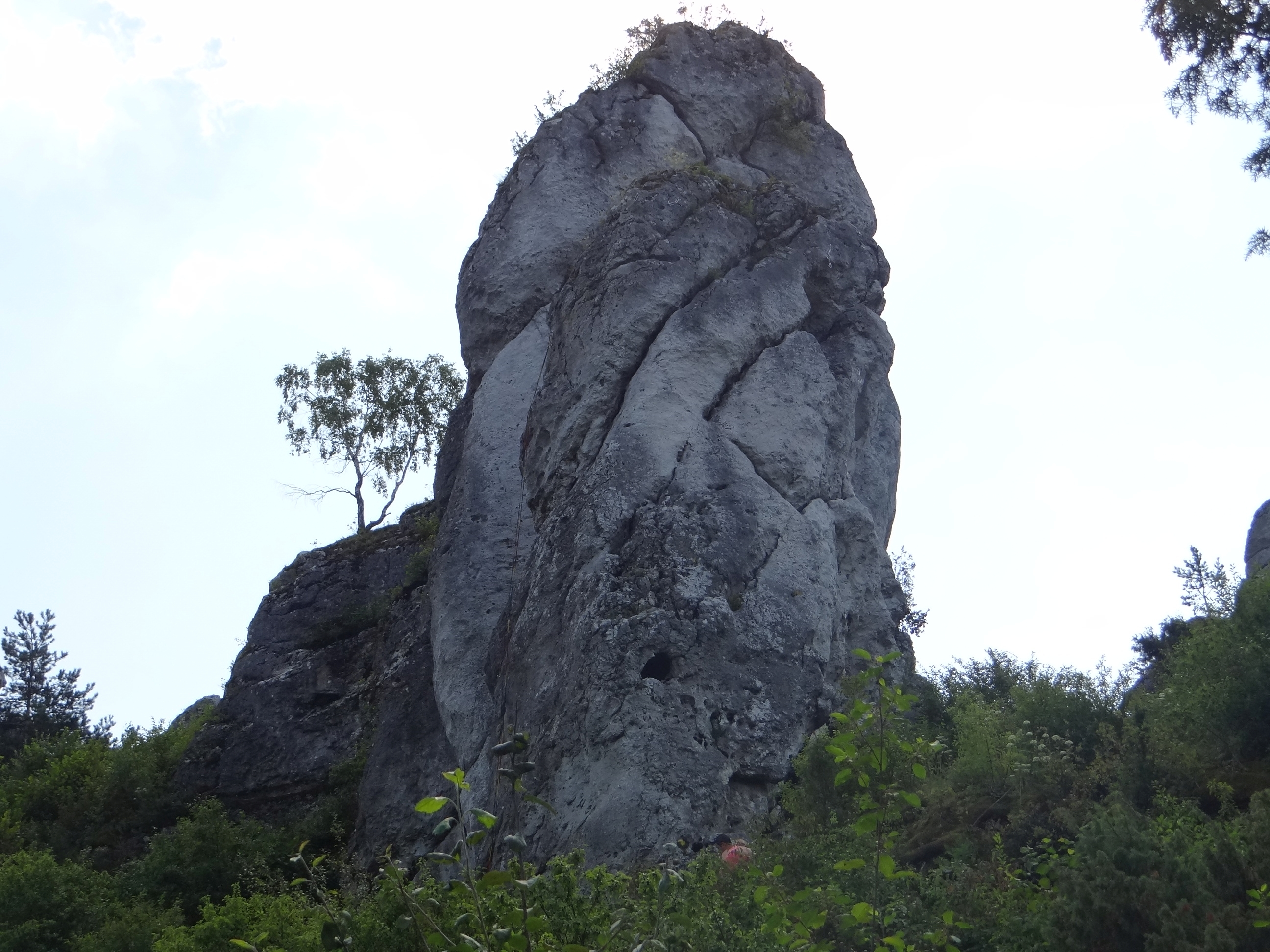
Mniszek od północy
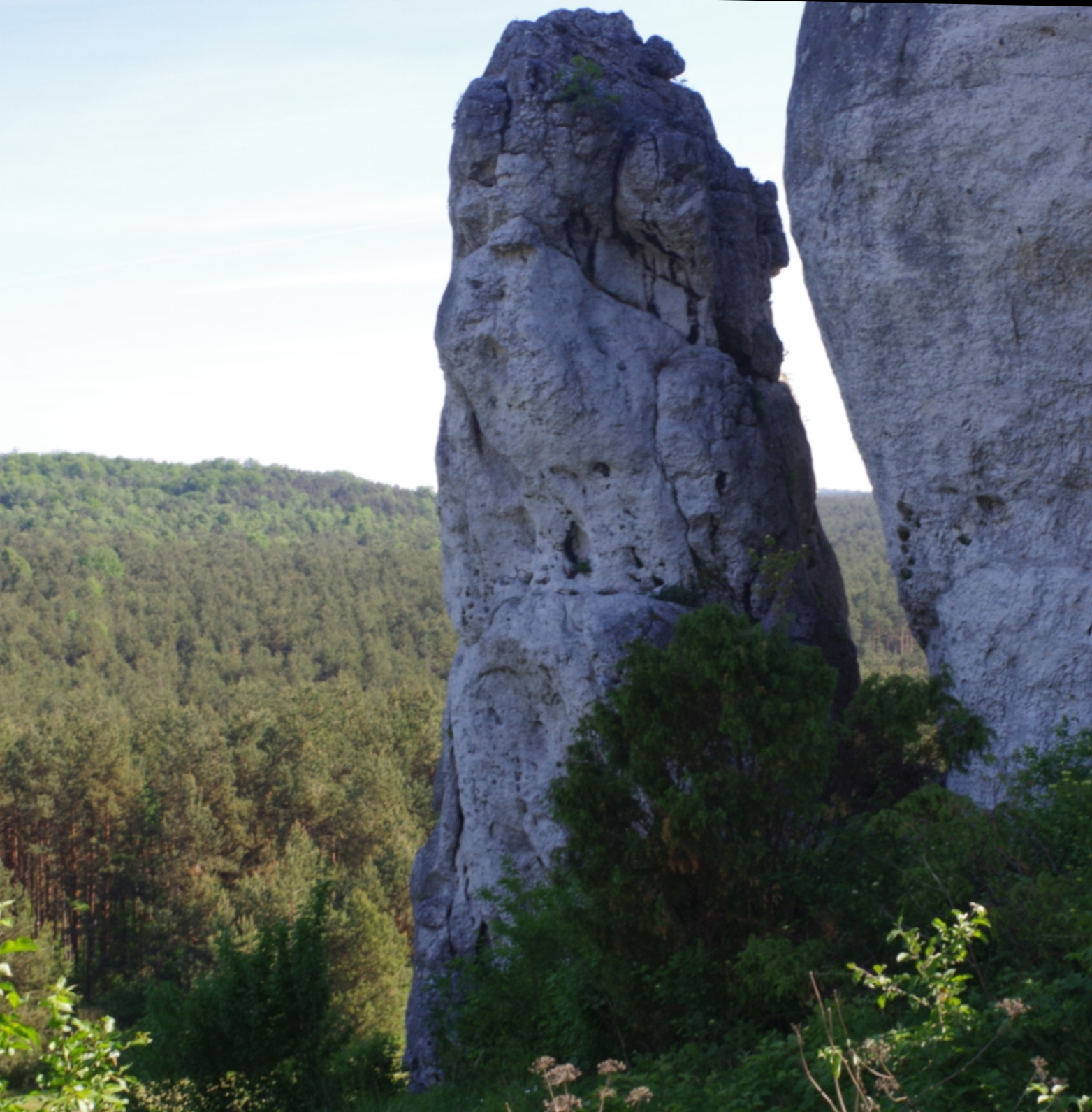
Mniszek od zachodu
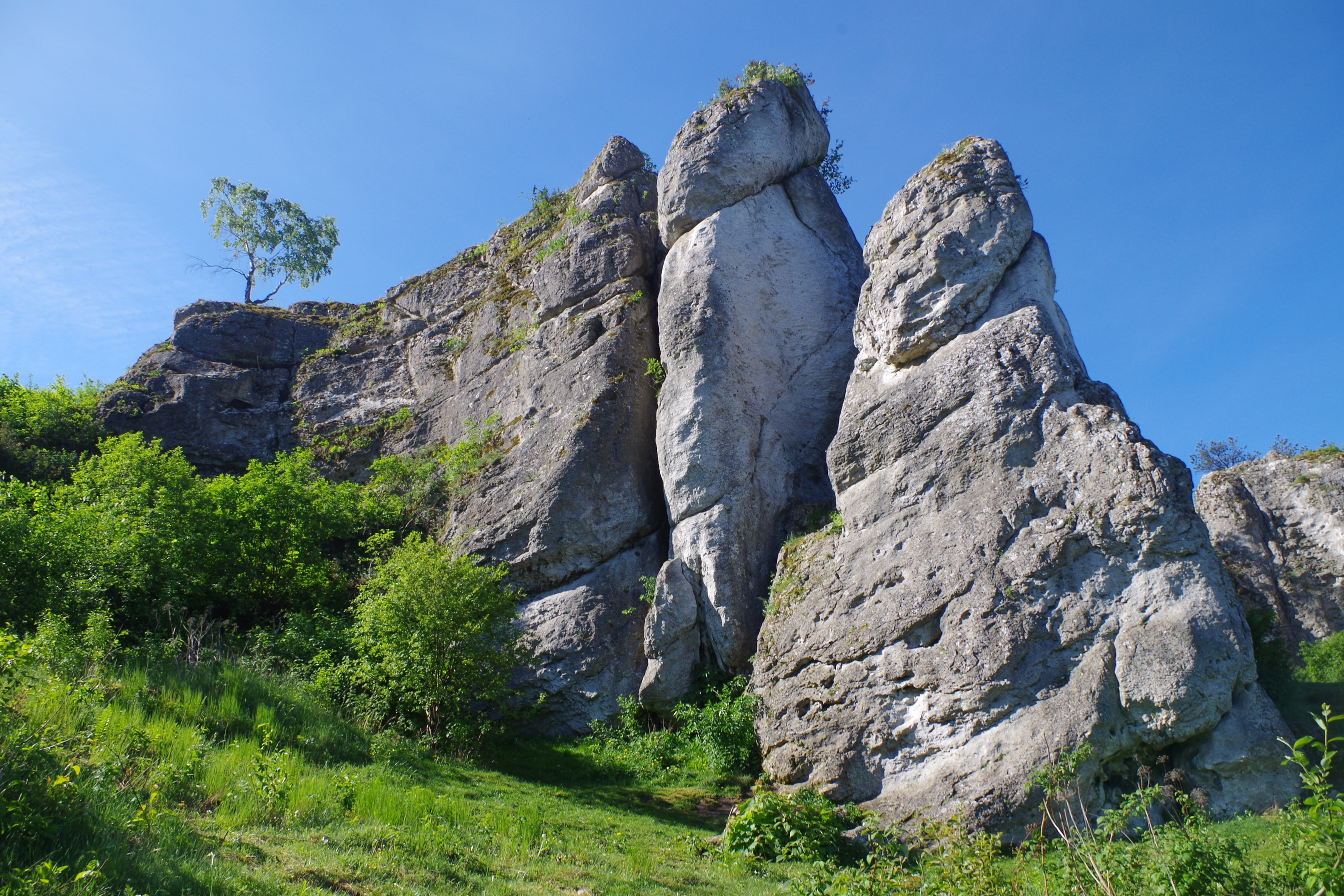
Szeroka Baszta i Mniszek od północnego wschodu
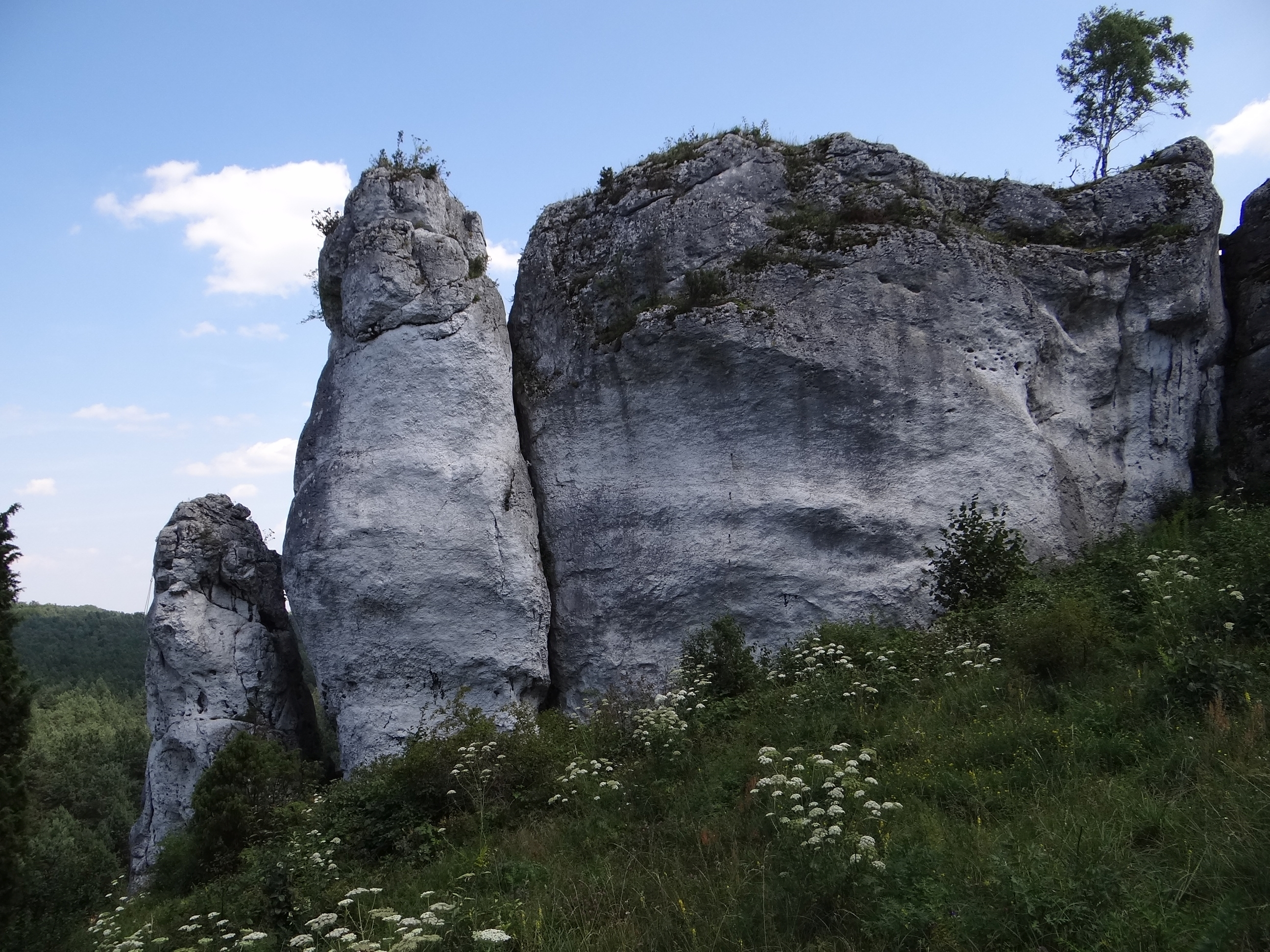
Mniszek i Szeroka Baszta od zachodu